# Werner Reinhold
Carl Werner Reinhold, auch Karl Werner Reinhold, latinisiert Carolus Guernherus Reinhold, Pseudonym Hilarius Satyr (* 23. November 1806 in Woldegk; † 21. Mai 1863 in Landsberg an der Warthe) war ein deutscher Schriftsteller und Chronist.

## Leben
Werner Reinhold, Bruder des niederdeutschen Dichters Albert Reinhold (1805–1850), wurde als Sohn des Pastors Friedrich Ludwig Reinhold (1766–1832), der auch schriftstellerte, in der kleinen Landstadt Woldegk im Landesteil Mecklenburg-Strelitz geboren. Er besuchte die Gelehrtenschulen in Friedland (Mecklenburg) und Neubrandenburg. Nach dem Abitur studierte er an der Universität Rostock und der Universität Greifswald Philologie. Er wurde Mitglied des Corps Vandalia Rostock (1825) und der Alten Greifswalder Burschenschaft (1826/27). In Greifswald wurde er mit einer Arbeit über Terenz zum Dr. phil. promoviert. In seinem weiteren Leben nahm Reinhold unterschiedliche Anläufe, um sich eine gesicherte Existenzgrundlage aufzubauen. Er schlug sich als Privatlehrer und Schriftsteller durch und wirkte in verschiedensten Städten Mecklenburgs, Pommerns und Brandenburgs. Er verfasste einige Chroniken norddeutscher Städte, schrieb Romane und nahm 1838 eine Terenz-Ausgabe in Angriff.
Reinhold  hinterließ ein beachtliches Werk. Wegen des umfangreichen Quellenmaterials, auf dem sie basieren,  dienen einige seiner Chroniken noch heute als gern gelesene Nachschlagewerke und werden nachgedruckt.  Seine Bemühungen, sich als  plattdeutscher Dichter  zu etablieren, wurden  von seinen Zeitgenossen kaum honoriert. Fritz Reuter spöttelte über ihn: „Poet Reinhold was Dokter worden up blote Kroniken, de hei von Woldegk un Fredland un Anklam un säbenuntwintig annere Smökers tausamen smert hett.“ Gleichwohl lieferte Reinholds „Urgeschichte der Stadt Woldegk“ Reuter die Anregung zum Titel seiner Urgeschicht von Meckelnborg.

## Veröffentlichungen
- Die im Großherzoglich-Strelitzischen Georgio befindlichen Götzenbilder in Stein, falsch bis jetzt als für bloße Runensteine angesehen. Ein archäologisch-kritischer Versuch. 1831. 14 Seiten.
- Kleines wissenschaftlich-praktisches Lehrbuch der deutschen Sprache. 1834. XIV, 150 Seiten.
- Chronik der Stadt Rostock. 1836. (2), 321 Seiten. (Neudruck 1911).
- Chronik der Stadt Anklam. 1837. VII, 202, 56 Seiten.
- Chronik der Stadt Friedland. 1838. 60 Seiten.
- Die römische Kaisergeschichte, ein von den Geschichtschreibern aufgestelltes Zerrbild... 1839. VI, 50 Seiten.
- Chronik der Stadt Prenzlau. 1839.
- Ueber die Anwendung der Musik in den Comödien der Alten. 1839. IV, 38 Seiten.
- Chronik der Fabrikstadt Finsterwalde. 1839. XIII, 48 Seiten.
- Napoleon von der Schattenseite, oder der vergötterte Napoleon in seiner Schändlichkeit, Jämmerlichkeit und Renomisterei. 1842. 15 Seiten.
- Chronik der Stadt und des Kreises Spremberg. 1843. (Reprint u. d. T. Chronik der Stadt und des Kreises Spremberg. 1933. X, 154 S., urn:nbn:de:kobv:517-vlib-713)
- Chronik der Stadt Dahme und der Umgegend. 1845. (Digitalisat).
- Chronik der Fabrikstadt Luckenwalde und der Umgegend. 2 Bde. 1845. 560, 328 Seiten.
- Chronik der Stadt Soldin, von der ältesten bis auf die neueste Zeit … 1846. 320 Seiten.
- Urgeschichte der Stadt Woldegk in Mecklenburg-Strelitz und deren Umgegend. Ein Beitrag zur norddeutschen Städte- und Landesgeschichte. 1859. 50 Seiten.
- Chronik der Stadt Stolp. 1861. 268 Seiten (Digitalisat).
- De Holtrevolutschon to Holteck. Eine humoristische Erzählung in plattdeutscher Mundart. 1861. XV, 146 Seiten.
- Chronik der Städte Belgard, Polzin und Schivelbein und der zu den beiden Kreisen gehörenden Dörfer. 1862. 224 Seiten.